# Женская сборная Таджикистана по волейболу
Женская национальная сборная Таджикистана по волейболу (тадж. Дастаи миллии занон Тоҷикистон оид ба волейбол) — представляет Таджикистан на международных волейбольных соревнованиях. Управляющей организацией выступает Федерация волейбола Таджикистана (тадж. Волейбол Федератсияи Тоҷикистон).

## История
Волейбол в Таджикистане появился в начале 1930-х годов. С 1947 различные женские команды республики (душанбинские «Динамо», «Большевик», «Искра», «Таджикистан», «Хосилот», сборная Таджикской ССР) принимали участие в чемпионатах СССР, но постоянно находились в числе аутсайдеров, а в целом ряде союзных первенств (вторая половина 1950-х и 1970-х и с 1984 года) таджикский женский волейбол и вовсе не был представлен. Женская сборная Таджикской ССР была среди участников восьми из девяти волейбольных турниров Спартакиад народов СССР (кроме 1986), но лучшим её результатом были всего лишь 14-е места в 1967 и 1971 годах.
После получения Таджикистаном независимости федерация волейбола страны в 1992 году вступила в ФИВБ и АКВ.
На официальную международную арену женская сборная Таджикистана впервые вышла в ноябре 2006 года, приняв участие в Азиатских играх, проходивших в Катаре. В волейбольном турнире Игр таджикская команда провела 4 матча и в трёх из них (против сборных Таиланда, Казахстана и Японии) ни в одной из партий не сумела набрать даже 10 очков. Лишь в поединке против Монголии таджикские волейболистки показали более пристойный результат по сетам, но проиграли также в трёх партиях, замкнув в итоге турнирную таблицу соревнований.
На следующие Азиатские игры 2010 года сборная Таджикистана также заявилась, но на предварительной стадии выглядела ещё хуже. Все 4 поединка в своей группе таджикские волейболистки проиграли (командам Китая, Южной Кореи, Монголии и Таиланда) с одинаковым счётом 0:3, ни разу не добравшись даже до 11 очков ни в одном из проведённых сетов. При этом в третьих партиях в матчах против Китая и Южной Кореи сборная Таджикистана была разгромлена со счётом 2:25 и 3:25 соответственно. Упорной выдалась лишь полуфинальная игра в классификации за 9-11 места, в которой команда Таджикистана уступила сборной Мальдивской Республики 0:3 (21:25, 24:26, 18:25).
В мае 2017 года сборная Таджикистана приняла участие в Исламских играх солидарности, проходивших в столице Азербайджана Баку, но проиграла во всех своих пяти проведённых на турнире матчах и заняла последнее — 4-е — место.          

## Результаты выступлений

### Азиатские игры
Сборная Таджикистана участвовала в двух Азиатских играх.
- 2006 — 9-е место
- 2010 — 11-е место
- 2006: Нигина Кхоркашева, Сафина Зоалшоева, Ольга Маслова, Ниссо Намроева, Азима Абдурахмонова, Ганджина Имроншоева, Хуснигуль Мирзокандова, Хадиса Бодурова, Наргис Хомидова, Гузаль Сатторова, Дилфуза Содикова.
- 2010: Шахноза Назирова, Умеда Джураева, Дилфуза Дадоджонова, Сафина Зоалшоева, Суханоро Абдуллоева, Муштари Ёналишоева, Аслия Гуломрасулова, Ганджина Имроншоева, Малика Музафарова, Нигина Муборакшоева. Тренер — Бекназар Мавлоназаров.

### Кубок вызова CAZA
- 2024 — 3-е место

### Исламские игры солидарности
- 2017 — 4-е место.

## Состав
Сборная Таджикистана в волейбольном турнире Исламских игр солидарности 2017.
| №  | Имя, фамилия        | Год рождения | Рост | Амплуа      |
| -- | ------------------- | ------------ | ---- | ----------- |
| 1  | Шахноза Назирова    | 1987         | 164  | связующая   |
| 2  | Наима Ёрмамадова    | 1996         |      | центральная |
| 3  | Муштари Ёналишоева  | 1992         | 174  | связующая   |
| 4  | Замира Ашурзода     | 1993         |      | нападающая  |
| 5  | Шукрия Мародбекова  | 1999         |      | нападающая  |
| 6  | Сафина Зоалшоева    | 1987         | 165  | нападающая  |
| 7  | Суханоро Абдуллоева | 1993         | 173  | либеро      |
| 8  | Махфират Норова     | 1995         |      | центральная |
| 9  | Малика Диловаршоева | 1995         |      | центральная |
| 10 | Азима Абдурахмонова | 1990         |      | центральная |
| 11 | Назокат Норова      | 1993         |      | нападающая  |

- Главный тренер — Рухшона Тайгуншоева.